# Dienstleistungskombinat

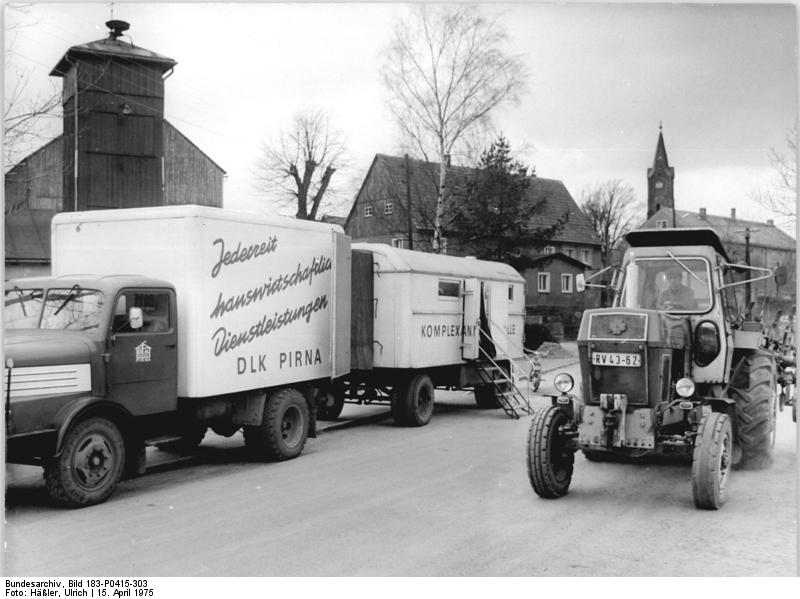
Fahrbare Reparaturannahmestelle des Dienstleistungskombinates Pirna, hier auf dem Dorfplatz von Rosenthal, kam einmal wöchentlich vorbei. (1975)

Dienstleistungskombinate waren staatliche Dienstleistungsbetriebe der DDR, die eine Vielzahl von Dienstleistungen für die Bevölkerung erbrachten.

## Geschichte
Dienstleistungskombinate (DLK) gab es in der DDR bereits seit den 1950er Jahren, ausgebaut wurden sie in den 1970er Jahren im Zusammenhang mit der Sozialisierung des Handwerks und der Kleinbetriebe. Sie waren zumeist kreisgeleitet, einige auch bezirksgeleitet und hatten die Rechtsform eines VEB.
Dienstleistungskombinate umfassten ursprünglich zwei Strecken: eine stadtwirtschaftliche und eine hauswirtschaftliche.
- Zur stadtwirtschaftlichen Strecke gehörten viele städtische Dienstleistungen, darunter Wasserwirtschaft, Stadtreinigung, Grünanlagen, Bestattungswesen. Diese stadtwirtschaftliche Strecke wurde im Laufe der 1970er Jahre wieder aus den Dienstleistungskombinaten ausgegliedert.
- Zur hauswirtschaftlichen Strecke gehörten unter anderem die Reparatur elektrischer Haushaltsgeräte, Fahrrad- und Motorradreparaturen, Fotoentwicklung, Textil- und chemische Reinigung, das Aufnehmen von Strümpfen (Repassieren) und der Batteriedienst. Daneben gab es regionale Schwerpunkte. So hatte das DLK Frankfurt/Oder beispielsweise eine Puppenklinik.

Es gab Annahmestellen für einzelne Leistungen (Wäscherei, chemische Reinigung) oder kombinierte Annahmestellen, so genannte Komplexannahmestellen. 1985 gab es in der gesamten DDR 2800 solcher Komplexannahmestellen. Sie waren meistens in so genannten Dienstleistungswürfeln untergebracht, in denen sich beispielsweise noch Poststellen und Kaufhallen befanden.
Die meisten Reparaturen konnten die Dienstleistungskombinate selbst ausführen. War dies nicht möglich, erfolgte die Reparatur in einem Kooperationsbetrieb. Insbesondere in den 1980er Jahren bewirkte Ersatzteilmangel teilweise lange Wartezeiten für Reparaturen.